# Kōrei (film)
Kōrei (降霊?) è un film per la televisione del 2000, diretto da Kiyoshi Kurosawa e basato sul libro Seance on a Wet Afternoon di Mark McShane. La traduzione del titolo è Seduta spiritica.

## Trama
Junko è una sensitiva che sta aiutando, con scarso successo, la polizia, alle prese con il rapimento di una bambina; suo marito Kōji Sato è un operatore audio che lavora per la tv. Un giorno, rientrato a casa dopo aver svolto un lavoro fuori città, Sato trova la bambina rapita dentro un baule nella sua automobile; la bambina era riuscita a sfuggire al suo rapitore e si era nascosta dentro il baule, senza farsi vedere. Sato e Junko, mossi dalla convinzione di poterci guadagnare in fama e successo, anziché rendere pubblico il ritrovamento, fanno credere alla polizia di essere in grado di rintracciare la bambina grazie ai poteri ESP della donna. L'inganno funziona, finché una tragica svolta sgretola i piani dei due truffatori: la morte accidentale della bambina. I due coniugi dovranno quindi cercare di nascondere il proprio coinvolgimento nella morte della bambina, mentre cominciando ad essere perseguitati dal fantasma del suo risentimento. 

## Produzione
Il regista e co-sceneggiatore Kiyoshi Kurosawa venne avvicinato dalla Kansai Telecasting Corporation con l'idea di adattare il romanzo Seance on a Wet Afternoon di Mark McShane. Il film è stato girato in appena due settimane ed è costato quanto un piccolo film televisivo del periodo, cioè un budget limitato tra i 200 mila e 300 mila dollari.
In una intervista del 2005, Kurosawa ha spiegato: "Ciò che mi interessava circa la trama del libro era che includeva un fantasma, in altre parole un essere umano defunto, oltre ad una normale coppia che ha vissuto una esistenza comune che, di colpo, diventano dei criminali." Nel mentre stava girando il film, Kurosawa non era a conoscenza che la stessa storia fosse già stata adattata in un film del 1964 con Richard Attenborough e Kim Stanley per la regia di Bryan Forbes. Dopo averlo visto, Kurosawa lo ha definito molto interessante e piuttosto fedele al romanzo originale, a differenza della versione nipponica nella quale i fantasmi sono degli elementi cruciali all'interno del film.
Nonostante il film era stato concepito specificamente per la televisione giapponese, Kurosawa decise di girarlo comunque in pellicola. In una intervista del 2001, il regista ha ammesso di averlo fatto nella speranza di essere selezionato per qualche festival cinematografico (cosa che in effetti accadde), dal momento che ciò non è usuale per dei film televisivi. Kurosawa ha spiegato che lavorare per la tv non era stato particolarmente diverso rispetto al suo metodo usuale: "L'ho girato come un film per il cinema. L'unica differenza è che non potevo usare scene scioccanti. Doveva essere più tranquillo e non ci sono molte morti di personaggi, perché ciò non è permesso [in televisione]."
A proposito della partecipazione di Kōji Yakusho, attore-feticcio del regista e apparso in svariati suoi film, Kurosawa ha commentato: "Prima di tutto, penso sia un grande attore. Può interpretare qualsiasi tipo di personaggio. Può essere un tipo normale, ma può anche diventare un mostro, una persona della quale non si sa a cosa sta pensando. In secondo luogo, abbiamo la stessa età, quindi i nostri punti di vista sono simili. Siamo sullo stesso piano come esseri umani." Sulla scelta di ingaggiare un altro suo frequente collaboratore, Shō Aikawa, Kurosawa ha così spiegato: "Questo specifico casting è stato molto divertente. In Giappone, il pubblico non può pensare a lui nei panni di un sacerdote shinto o di un esorcista. Aikawa è una star dei film di Yakuza, perciò le persone possono vederlo solo come uno Yakuza. Nella vita reale, lui è l'opposto. È un totale gentiluomo, quindi ho voluto mostrare al pubblico giapponese che lui non assomiglia per niente ad un criminale."

## Collegamenti ad altre pellicole
- Dal libro di Mark McShane è stato tratto nel 1964 un altro adattamento cinematografico, intitolato Ventimila sterline per Amanda.
- Nel film viene analizzato il tema del Doppelgänger, poi approfondito da Kurosawa nel successivo ed omonimo film del 2003.